# Szentbékkálla
Szentbékkálla là một thị trấn thuộc hạt Veszprém, Hungary. Thị trấn này có diện tích 10,7 km², dân số năm 2010 là 194 người, mật độ 18 người/km².